# Ipomoea decasperma
Ipomoea decasperma es una especie fanerógama de la familia Convolvulaceae.

## Clasificación y descripción de la especie
Planta herbácea, postrada o trepadora, voluble, perenne; tallo muy ramificado, blanco-piloso-estrigoso; hoja largamente ovada a subtrilobada, de (1.5)3 a 6(7) cm de largo, de (1.4)3 a 4.5(5) cm de ancho; inflorescencias con 1 a 2 flores; sépalos subiguales, ovados a anchamente ovados, de (9)11 a 14 mm de largo, blanco-pubescentes, los exteriores un poco más grandes; corola con forma de embudo (infundibuliforme), de (4.2)5 a 6 cm de largo, purpúreo-azulosa o de color escarlata, el tubo blanco; el fruto es una cápsula subglobosa, algo comprimida, de 5 a 7(9) mm de alto, con 10 semillas, de 3 a 5 mm de longitud, pubescentes.

## Distribución de la especie
Es una especie con distribución restringida al centro de México, en la Sierra Madre del Sur, la Faja Volcánica Transmexicana y el Altiplano Mexicano, en los estados de Durango, Guanajuato, Querétaro, Hidalgo, Michoacán, México y el Distrito Federal.

## Ambiente terrestre
Se desarrolla principalmente en bosques de encino o en la vegetación secundaria derivada de éstos. En un rango altitudinal que va de los 1900 a los 2650 m s.n.m. Florece de junio a septiembre.

## Estado de conservación
No se encuentra bajo ningún estatus de protección.